# Nomura Manzō VI.
Nomura Manzō VI. (japanisch 野村 万蔵 6世; geboren 22. Juli 1898 in Tokio; gestorben 6. Mai 1978) war ein japanischer Kyōgen-Darsteller der Izumi-Schule (和泉流) und Nō-Maskenkünstler.

## Leben und Wirken
Nomura Manzō, eigentlich Nomura Mansaku (野村 万作), war der älteste Sohn von Nomura Manzō V., der sich zunächst Nomura Mansai I. (初代 野村 萬斎) nannte. Er studierte bei seinem Vater und gab sein Bühnendebüt 1903 in der Rolle des Affen in „Utsuozaru“ (靱猿) – „Der zähe Affe“. 1943 wurde er in die Technik des von Shimomura Kiyotoki (下村 清時; 1866–1922) begründeten Maskenspiels eingeführt; spielte 1944 „Sanbanso“ (三番叟), 1947 „Chōko“ (釣狐) und 1953 „Hanako“ (花子), wobei er den Namen Manzō VI. annahm. 1940 änderte er seinen Namen in Manzō, den Namen.
1955 gründete Nomura auf Bitten des „Nihonbashi Shiroki-ya“ (日本橋白木屋) die Gesellschaft „Shiroki Kyōgen no Kai“ (白木狂言の会) zur Unterstützung des Kyōgen-Theater. Das führte zur Entwicklung eines neuen Publikums und löste einen Kyōgen-Boom aus. Seit 1952 war er Mitglied der „Japan Nō Society“ (日本能楽会) und übernahm 1954 den Vorsitz der „Manzō no Kai“ (万蔵の会) und ab 1958 der „Nomura Kyōgen Society“ (野村狂言の会). Im Jahr 1942 wurde er mit dem Titel „Lebender Nationalschatz“ ausgezeichnet und 1949 als erster Kyōgen-Darsteller zum Mitglied der Akademie der Künste gewählt.
Während dieser Zeit reiste Nomura 1938 in die USA, wo er als Gastprofessor am Institut für Orientalische Kunst der University of Washington praktische Unterweisungen gab und dazu beitrug, den Kyōgen in Übersee populär zu machen, unter anderem durch Auftritte in der Carnegie Hall. Weitere repräsentative Werke sind „Mimono Saemon“ (見物左衛門), „Hagi Daimyō“ (萩大名) und „Kirokudana“ (木六駄). Nomura ist auch als Nō-Maskenkünstler bekannt.
Zu seinen Büchern gehören „Kyōgen no Michi“ (狂言の道) – „Der Weg des Kyōgen“, „Kyōgen Men“ (狂言面) – „Kyōgen Masken“, Kyōgen Geiwa (狂言芸話) – „Die Geschichte des Kyōgen“ und „Natsu ni Gijutsu, Fuyu ni Koe“ (夏に技・冬に声) – „Techniken im Sommer, Stimmen im Winter“. Er bildete sich unter Takahama Kyoshi (1874–1959) auch zum Haiku-Dichter. Für sein Werk „Utsuzaru“ wurde er 1971 mit dem „Großen Preis des Kunstfestivals“ (芸術祭賞大賞, Geijutsu-matsuri daishō) ausgezeichnet.